# Nyctalus plancyi
Nyctalus plancyi és una espècie de ratpenat de la família dels vespertiliònids. Viu a la Xina (Anhui, Perquin, Fujian, Gansu, Guangdong, Guangxi, Guizhou, Henan, Hubei, Hunan, Jiangsu, Jiangxi, Jilin, Liaoning, Shaanxi, Shandong, Sichuan, Yunnan, Zhejiang), Hong Kong i Taiwan (Província de la Xina). El seu hàbitat natural són els temples antics i sota les teules, i també s'inclouen coves, edificis (sostres, soterranis), ruïnes, arbres buits i esquerdes de la roca. No hi ha amenaces significatives per a la supervivència d'aquesta espècie.